# روغن‌ماهی خواب‌آلود
روغن‌ماهی خواب‌آلود (نام علمی: Oxyeleotris lineolata) نام یک گونه از تیره گاوماهیان خواب‌آلود است.